# Preston (Texas)
Preston è un census-designated place degli Stati Uniti d'America situato nella contea di Grayson dello Stato del Texas.
È situata sul Red River of the South nel Texas settentrionale. Si è sviluppata nel XIX secolo come incrocio di numerose vie militari e commerciali ed è stato un passaggio importante del Texas Road fino all'inizio di un lento declino.
La popolazione era di 2 096 persone al censimento del 2010.